# Campeonato Asiático de Atletismo de 2017 - Revezamento 4x100 m masculino
A prova dos 4 x 100 metros estafetas masculino do Campeonato Asiático de Atletismo de 2017 foi disputada entre os dias 7 e 8 de julho de 2017 no Kalinga Stadium em Bhubaneswar, na Índia. 

## Recordes
Antes desta competição, os recordes mundiais e do campeonato nesta prova eram os seguintes:
|                       | Nome                                                                          | Nacionalidade | Tempo  | Local          | Data                 |
| --------------------- | ----------------------------------------------------------------------------- | ------------- | ------ | -------------- | -------------------- |
| Recorde mundial       | Nesta Carter, Michael Frater Yohan Blake, Usain Bolt                          | Jamaica       | 36s 84 | Londres        | 11 de agosto de 2012 |
| Recorde do campeonato | Kongdech Natenee, Vissanu Sophanich Ekkachai Janthana, Sittichai Suwonprateep | Tailândia     | 38s 80 | Jacarta        | 2000                 |
| Recorde asiático      | Ryota Yamagata, Shota Iizuka Yoshihide Kiryu, Asuka Cambridge                 | Japão         | 37s 60 | Rio de Janeiro | 19 de agosto de 2016 |

## Medalhistas
| Ouro                                                                          | Prata | Bronze                                                                               |
| China · Tang Xingqiang · Liang Jinsheng · Bie Ge · Xu Haiyang · Xu Zhouzheng* | Tailândia · Kritsada Namsuwun · Bandit Chuangchai · Jirapong Meenapra · Jaran Sathoengram · Sowan Ruttanapon* | Hong Kong · So Chun Hong · Ng Ka Fung · Tang Yik Chun · Tsui Chi Ho · Wan Hin Chung* |

* Atletas que competiram somente nas baterias.

## Resultados

### Bateria
Qualificação: 3 atletas de cada bateria  (Q) mais os 2 melhores qualificados (q). 

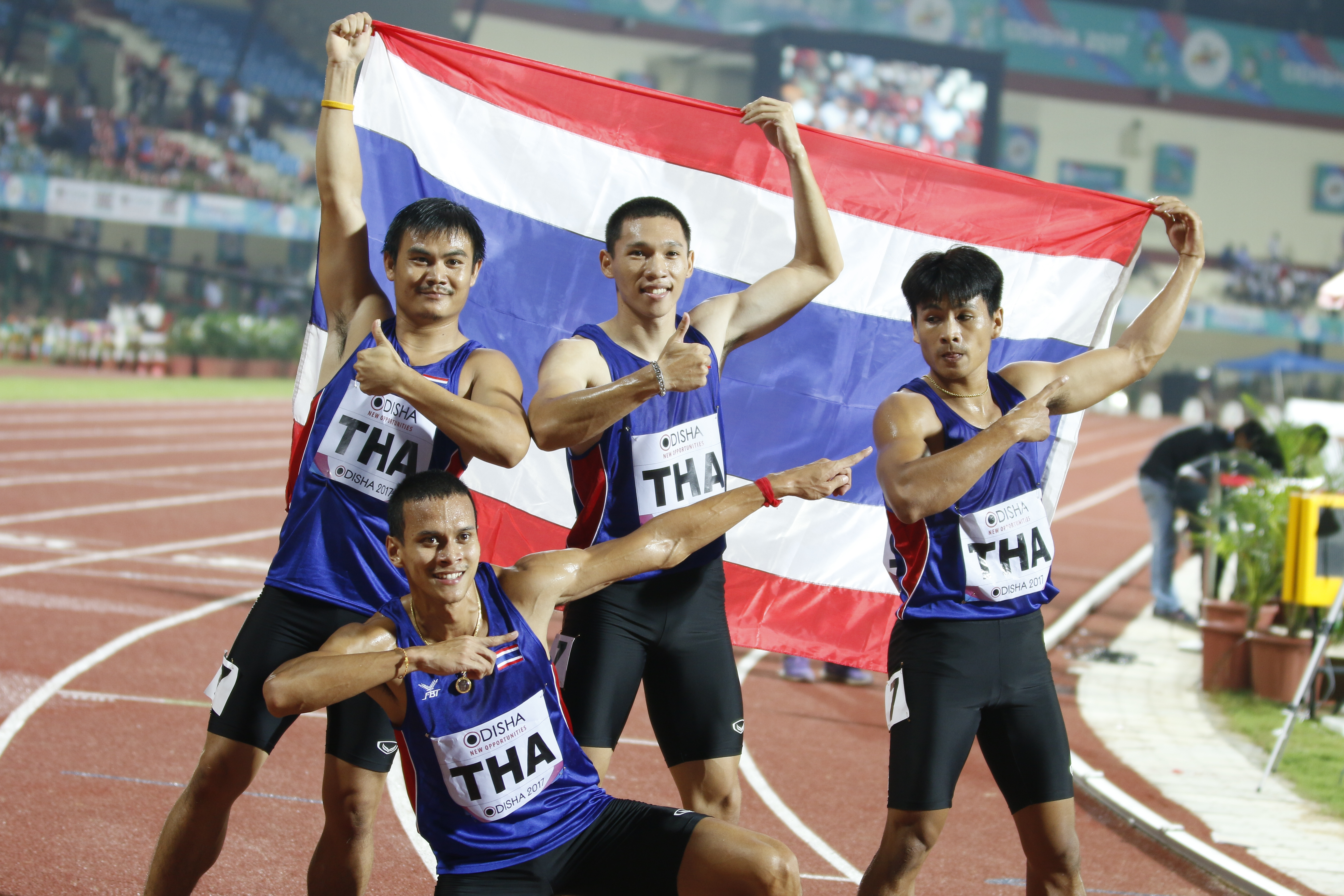
Atletas durante o 22º Campeonato Asiático de Atletismo em Bhubaneswar.

| Posição | Bateria | Nacionalidade | Atletas                                                                           | Tempo | Notas |
| ------- | ------- | ------------- | --------------------------------------------------------------------------------- | ----- | ----- |
| 1       | 1       | China         | Tang Xingqiang, Liang Jinsheng, Bie Ge, Xu Zhouzheng                              | 39.06 | Q     |
| 2       | 1       | Taipé Chinesa | Wei Yi-ching, Yang Chun-han, Yeh Shou-po, Chen Chia-hsun                          | 39.40 | Q     |
| 3       | 1       | Tailândia     | Sowan Ruttanapon, Bandit Chuangchai, Jirapong Meenapra, Kritsada Namsuwun         | 39.48 | Q     |
| 4       | 1       | Sri Lanka     | Mohamed Ashraful, Himasha Eashan, Vinoj Suranjaya De Silva, Shehan Ambepitiya     | 39.69 | q     |
| 5       | 2       | Coreia do Sul | Lee Ji-woo, Park Bong-go, Lee Yo-han, Lee Jae-ha                                  | 40.18 | Q     |
| 6       | 2       | Hong Kong     | Wan Hin Chung, Ng Ka Fung, Tang Yik Chun, Tsui Chi Ho                             | 40.40 | Q     |
| 7       | 1       | Malásia       | Nixson Anak, Jonathan Anak, Badrul Hisyam, Aravinn Thevarr                        | 40.50 | q     |
| 8       | 2       | Singapura     | Muhd Hariz Darajit, Calvin Kang Li Loong, Ariff Januri, Timothee Yap Jin Wei      | 40.83 | Q     |
| 9       | 1       | Omã           | Yousuf Marzouq, Samir Khalaf, Mohamed Obaid Al-Hindi, Rashid Huwaishal            | 41.08 |       |
| 10      | 2       | Bangladesh    | Abdur Rouf, Kazi Imran, Masud Rana, Masbah Ahmmed                                 | 42.64 |       |
| 11      | 2       | Macau         | Chong Kuan Hou, Wong Ka Chun, Lai Ho Tat Costa, Ao Ieong Ka Hou                   | 42.72 |       |
| 12      | 1       | Kuwait        | Husain Al-Sheehah, Mishal Khalifa Al-Mutairi, Eissa Al-Youha, Abdulaziz Qarainais | 43.87 |       |
| 13      | 1       | Líbano        | Christopher Boulos, Hassan Mansour, Khaled El Denawi, Noureddine Hadid            | DSQ   |       |
| 13      | 2       | Índia         | Anuroop John, Elakkiya Dasan, Jyoti Debnath Shankar, Amiya Kumar Mallick          | DSQ   |       |
| 14      | 2       | Filipinas     |                                                                                   | DNS   |       |

### Final

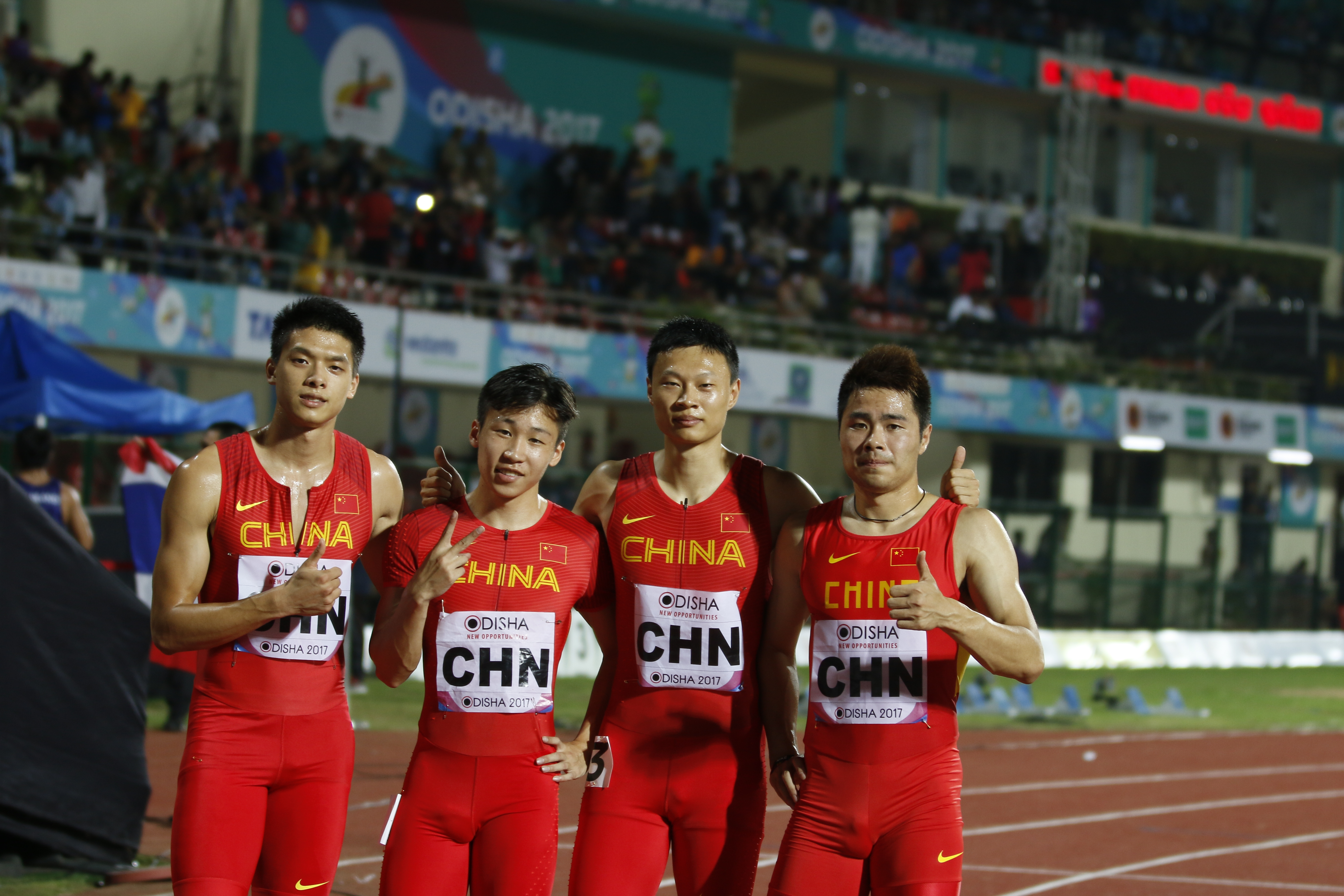
Revezamento 4x100m masculino - medalha de ouro vencido pela China

| Posição           | Raia | Nacionalidade | Atletas                                                                       | Resultados | Notas |
| ----------------- | ---- | ------------- | ----------------------------------------------------------------------------- | ---------- | ----- |
| Medalha de ouro   | 3    | China         | Tang Xingqiang, Liang Jinsheng, Bie Ge, Xu Haiyang                            | 39.38      |       |
| Medalha de prata  | 7    | Tailândia     | Kritsada Namsuwun, Bandit Chuangchai, Jirapong Meenapra, Jaran Sathoengram    | 39.38      |       |
| Medalha de bronze | 6    | Hong Kong     | So Chun Hong, Ng Ka Fung, Tang Yik Chun, Tsui Chi Ho                          | 39.53      |       |
| 4                 | 2    | Sri Lanka     | Himasha Eashan, Shehan Ambepitiya, Vinoj Suranjaya De Silva, Mohamed Ashraful | 39.59      |       |
| 5                 | 1    | Malásia       | Nixson Anak, Jonathan Anak, Badrul Hisyam, Khairul Hafiz                      | 39.98      |       |
| 6                 | 8    | Singapura     | Muhd Hariz Darajit, Calvin Kang Li Loong, Ariff Januri, Timothee Yap Jin Wei  | 40.22      |       |
| 7                 | 5    | Taipé Chinesa | Wei Yi-ching, Yang Chun-han, Yeh Shou-po, Chen Chia-hsun                      | 40.23      |       |
| 8                 | 4    | Coreia do Sul | Lee Ji-woo, Park Bong-go, Lee Yo-han, Lee Jae-ha                              | 40.26      |       |

Legenda
| Recorde mundial       | Recorde mundial (World record)               |                       | Recorde africano                      | Recorde africano (African) |                                           | Q | Classificado por posição (Qualified) |
| Recorde do campeonato | Recorde do campeonato (Championship record)  | Recorde da América    | Recorde da América (Americas)         | q                          | Classificado por melhor tempo (Qualified) |   |                                      |
| Melhor marca do ano   | Melhor marca do ano (World leading)          | Recorde asiático      | Recorde asiático (Asian)              | DNS                        | Não largou (Did not start)                |   |                                      |
| Recorde nacional      | Recorde nacional (National record)           | Recorde europeu       | Recorde europeu (European)            | DNF                        | Não terminou (Did not finish)             |   |                                      |
| Recorde pessoal       | Recorde pessoal do atleta (Personal best)    | Recorde da Oceania    | Recorde da Oceania (Oceania)          | DSQ / DQ                   | Desclassificado (Disqualified)            |   |                                      |
| Recorde da temporada  | Recorde da temporada do atleta (Season best) | Recorde sul-americano | Recorde sul-americano (South America) | NM                         | Sem marca (No mark)                       |   |                                      |